# Tamarisksparv
Tamarisksparv (Passer moabiticus) är en tätting i familjen sparvfinkar som olikt andra arter i sitt släkte Passer inte är bunden till människan.

## Utseende och läten
Tamarisksparven är en ovanligt liten sparvfink, endast tolv till 13 centimeter lång. Hanen är lätt att känna igen med grå hjässa, nacke och kind, svart haklapp, ljust beige ögonbrynsstreck och typisk gul halssida. Honan ser ut som gråsparvens, men är mycket blekare.
Underarten yatii är genomgående ljusgul även på undersidan och är överlag blekare.
Lätena är lika gråsparvens men spädare. Locket i flykten är ett tvåstavigt "tji-vit", medan sångeb en serie rullande "trirp-trirp-trirp-trirp".

## Utbredning och systematik
Tamarisksparv delas in i tre underarter:
- Passer moabiticus moabiticus – förekommer på Cypern samt från södra södra Turkiet till Israel och Jordanien och österut till Irak och sydvästra Iran; överlag stannfågel men vissa övervintrar söderut till Egypten och Förenade Arabemiraten.
- Passer moabiticus yatii – förekommer i Iran och angränsande sydvästra Afghanistan

Populationen på Cypern är möjligen utdöd.
Underarten yatii urskiljs ibland som den egna arten "sistansparv".

## Ekologi
Tamarisksparven är till skillnad från många sparvfinkar inte bunden till människan och trivs mest i torra låglänta områden med tillgång till öppet vatten och buskage som just tamarisk. Den lever huvudsakligen av små frön från gräs, säv, buskar och träd.
Fågeln häckar mellan mars och juli och kan lägga upp till tre kullar. Den häckar i lösa kolonier om tio till hundra par. Boet är stort och äggformat, 30 centimeter i diameter med en öppning ovantill, byggt av döda kvistar och placerat i ett träd, gärna döda träd som står i vatten. Honan lägger tre till fem ägg som hon själv ruvar i tolv dagar. Ungarna matas sedan i ytterligare 14-15 dagar, också huvudsakligen av honan.

## Status och hot
Arten har ett stort utbredningsområde och en stor population, men tros minska i antal, dock inte tillräckligt kraftigt för att den ska betraktas som hotad. IUCN kategoriserar därför arten som livskraftig (LC).

## Namn
Arten har på svenska även kallats dödahavssparv.

## Bilder

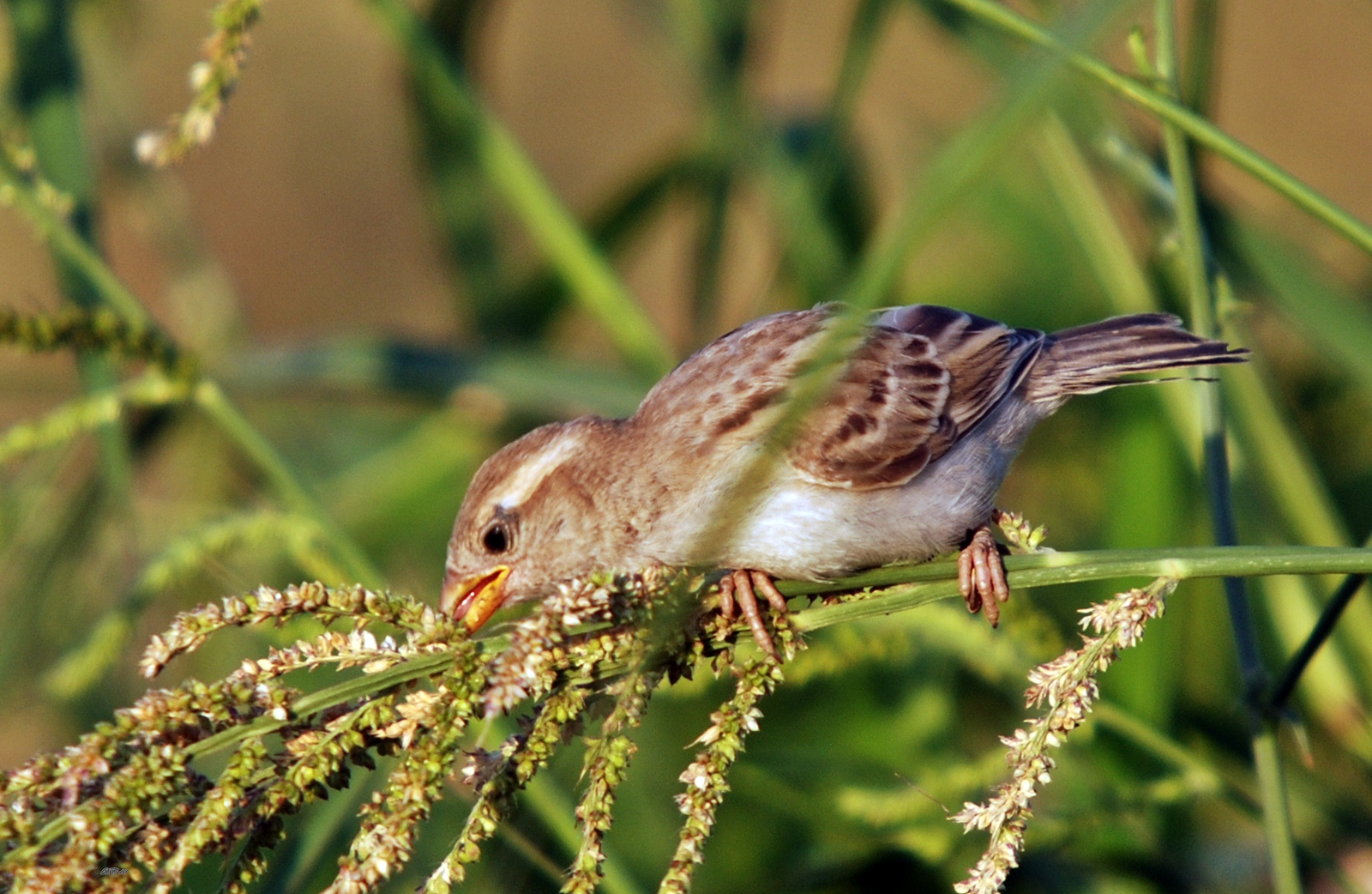
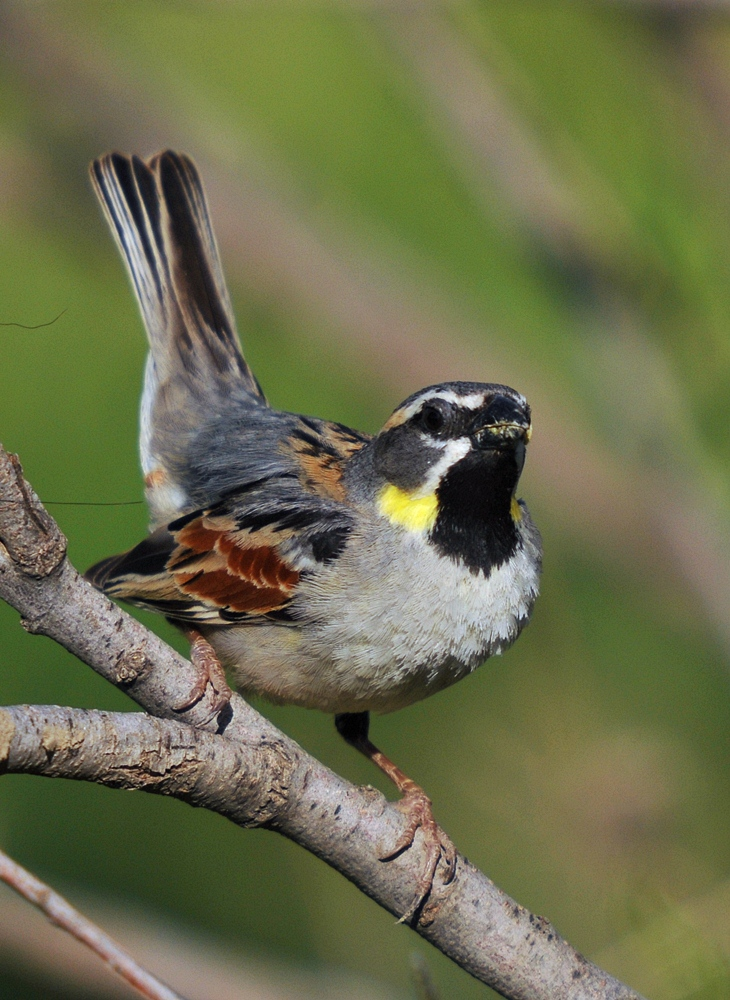
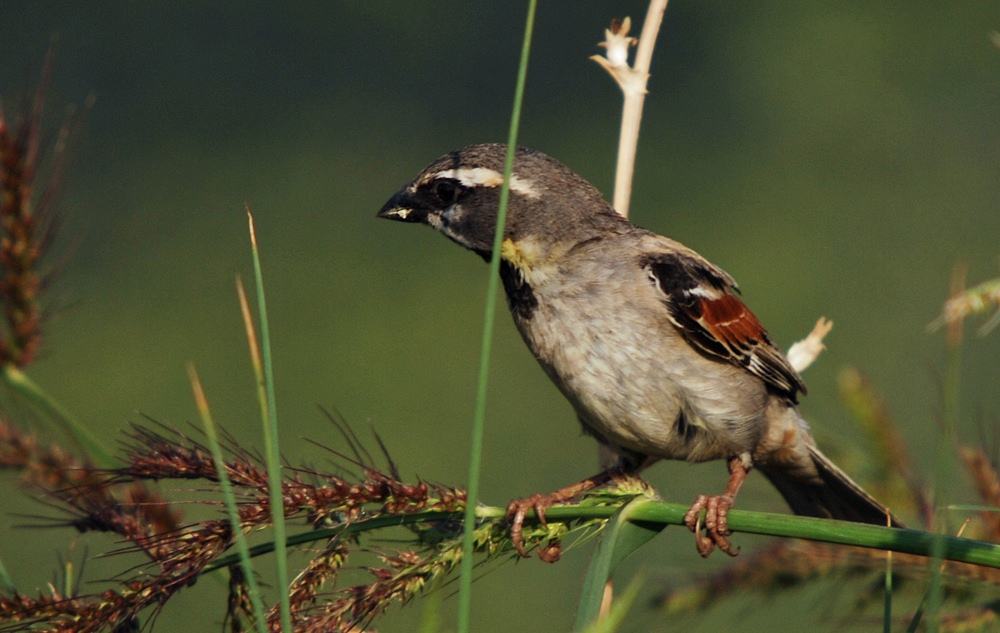
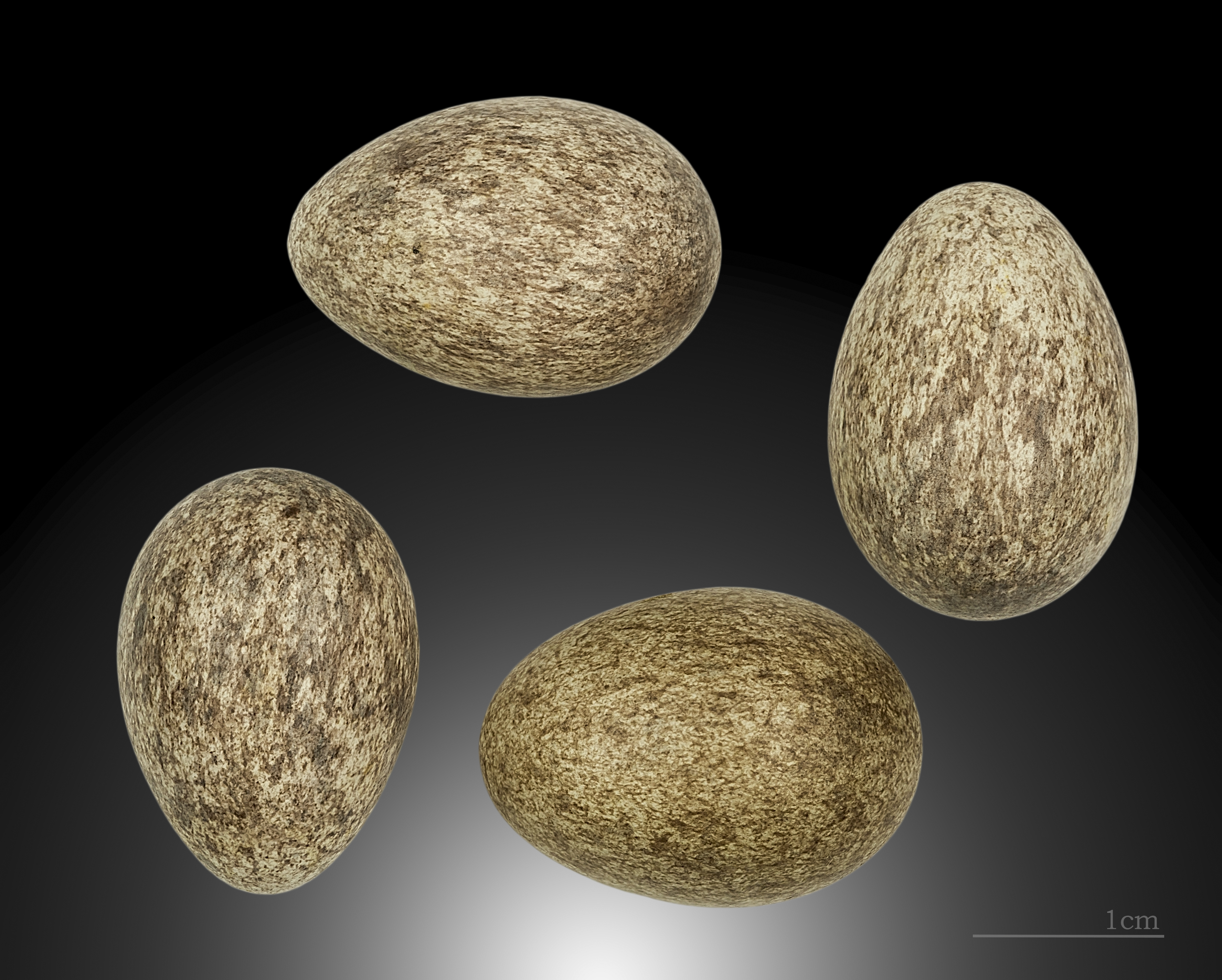